# Château des Tourelles (Vernon)
Ne doit pas être confondu avec le château des Tourelles à Pornichet
Le château des Tourelles est un édifice du XIIIe siècle situé à Vernon dans le département de l'Eure en Normandie.
Il fait l’objet d’un classement au titre des monuments historiques depuis janvier 1945.

## Localisation

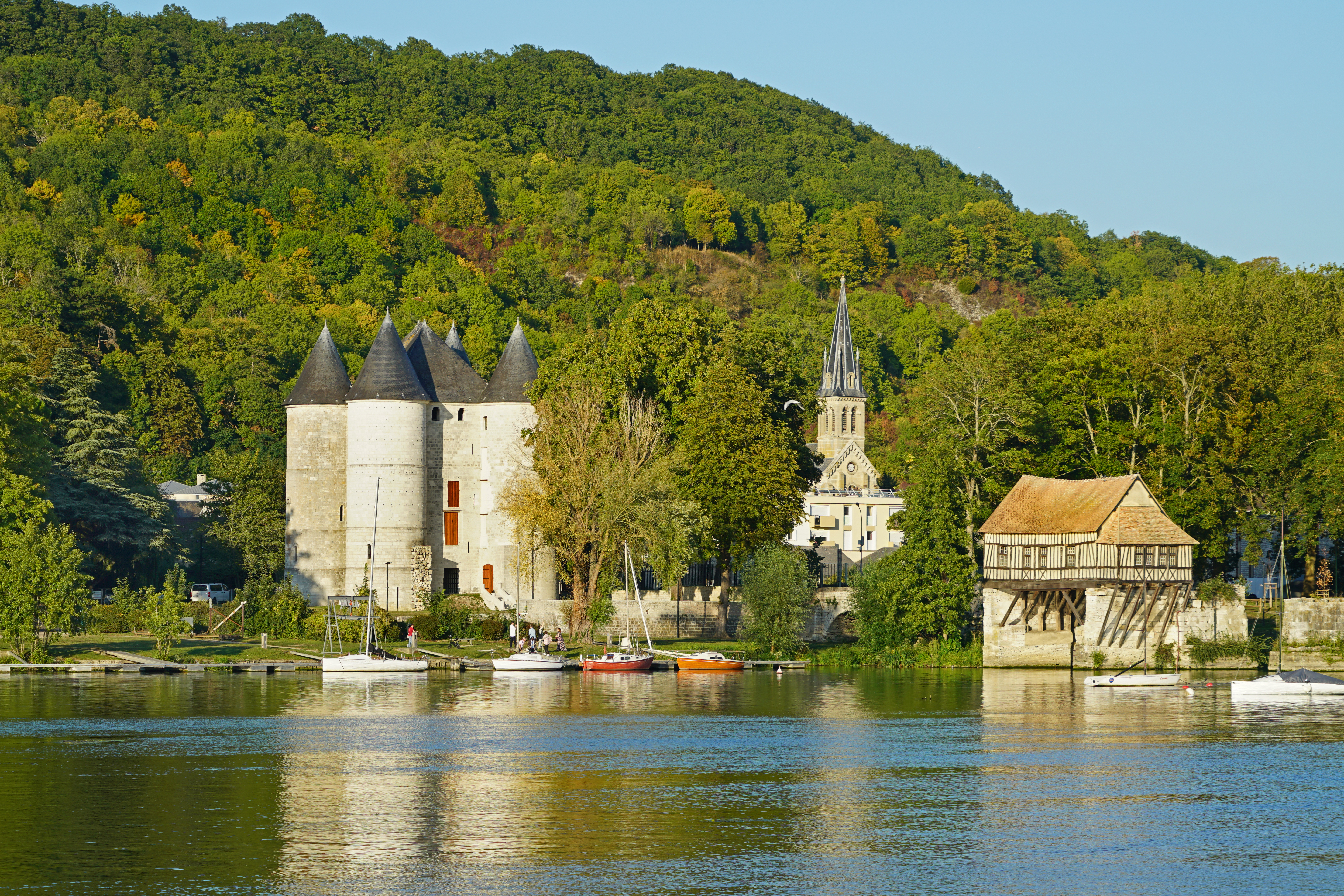
Le château des Tourelles et le Vieux-Moulin sur les bords de la Seine.

Le château des Tourelles se situe sur le territoire de la commune de Vernon, dans l'est du département de l'Eure, au sein de la région naturelle de la 
vallée de la Seine et dans la région historique du Vexin normand. Il s'élève près du Vieux-Moulin, sur la bordure est de la vallée, entre le fleuve et le coteau qui mène vers le plateau du Vexin.

## Histoire

### Construction
L'histoire de ce lieu commence en 1196, après que Philippe Auguste a mis la main sur une partie des forteresses du Vexin normand aux dépens de Jean Sans Terre pendant la captivité de son frère Richard Cœur de Lion. Il fait alors construire le château des Tourelles en remplacement d'un ouvrage plus ancien (peut-être construit sous le règne du duc Henri Ier Beauclerc) dans le but de renforcer le système défensif de Vernon sur la rive droite et de protéger le pont.
La première mention du château des Tourelles apparaît en tant que "tour du pont" dans le compte royal de 1202-1203. La garde de l'édifice semble confiée à un certain maître Hugues. Durant l’Ancien Régime, il demeure la propriété de la châtellenie de Vernon.

### Restaurations par Lemoyne de Bellisle
Vers la fin de l'année 1759/début de l'année 1760, le château passe des mains de Charles-Louis-Auguste Fouquet, duc de Belle-Isle et de Gisors, à celles de Jean-Baptiste Lemoyne de Bellisle, intendant du duc Louis d’Orléans. Il sert alors de monnaie d’échange pour des terres que Lemoyne de Bellisle cède afin d’agrandir le domaine de Bizy,. 
Entre 1760 et 1765, Lemoyne de Bellisle mène une restauration de l'édifice remarquable par sa qualité. Cette restauration est attestée par une inscription gravée sur une plaque de pierre en haut de la face sud-est : Restauratum anno domini 1763. Parmi l'ensemble des modifications apportées sont à retenir :
- le percement dans la face nord-est de la tour d’une porte d’entrée au rez-de-chaussée et, dans la tourelle nord, d’une autre porte directe à ce niveau ;
- le percement d’une grande fenêtre dans la face nord-est, au-dessus de la porte d’accès ;
- l'aménagement de la tourelle sud pour accueillir un escalier en vis monumental afin de desservir les étages ;
- le remplacement du couronnement primitif par un nouveau parapet crénelé supportant la charpente et le toit qui n’existait plus depuis le début du XVIIe siècle au moins[5].

Par ailleurs, plusieurs anciennes archères ont été bouchées en partie ou en totalité, voire gommées, grâce à l’utilisation de pierres de même module et de même taille que les anciennes. La majorité des ouvertures non bouchées a été transformée ; les archères conservées ont été pour les unes élargies et surmontées de fausses archivoltes en bosse inspirées des anciennes, pour les autres transformées en fenêtres couvertes de linteaux échancrés décorés de larges moulures à angles arrondis.

### Minoterie
En 1765 ou 1778, une fois la restauration terminée, Lemoyne de Bellisle vend le château à l’entrepreneur en meunerie Planter. L'édifice devient alors une minoterie.
Planter transforme l’enceinte sud en entrepôt à blé en aménageant des étages au-dessus des maçonneries médiévales. La façade sud-ouest et
les tourelles attenantes sont repercées pour laisser place à des portes de communication desservant les nouveaux planchers ; de plus, des talons de maçonnerie verticaux sont ménagés le long des tourelles sud pour recevoir les murs de colombage de la surélévation. Contrairement
à Lemoyne de Bellisle, ces transformations ne font pas dans la délicatesse, ni dans la finesse et dénaturent quelque peu l'harmonie architecturale de l'édifice.
Sous la Révolution, le château sert de prison, puis de caserne de 1841 à 1849.
En 1854, le château est acheté par l'industriel Ogerau qui transforme l'ancienne minoterie en tannerie. Il fait détruire l’entrepôt de la minoterie et aménage des passerelles le long de la tour ouest ; c’est de son époque sans doute que datent les renforcements de maçonnerie par des poutres métalliques visibles dans la façade sud-ouest.

### Destructions de la Seconde Guerre mondiale et restaurations

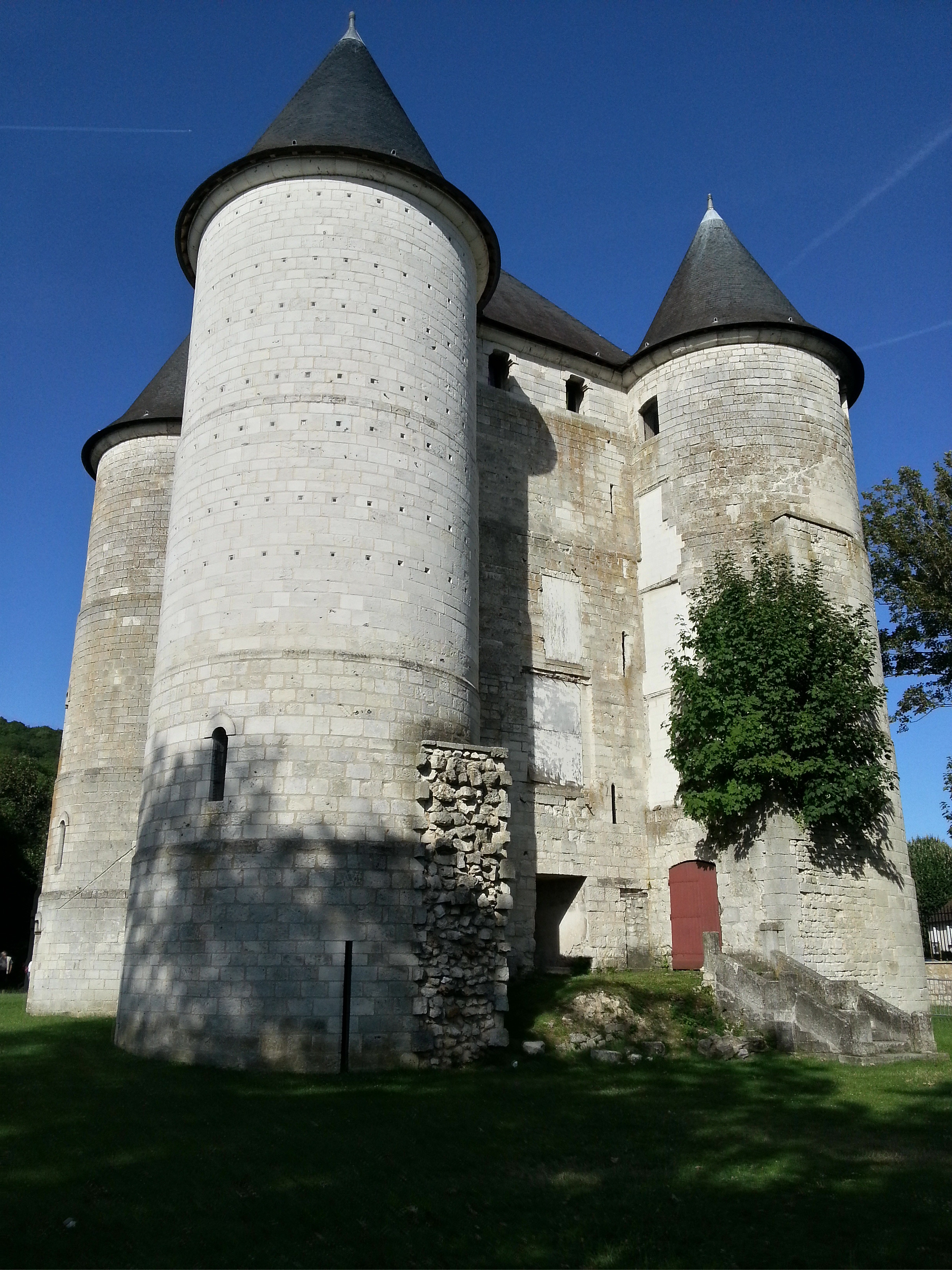
Vue de la tour sud-ouest, reconstruite après les dommages dus à la Seconde Guerre mondiale.

Durant la Seconde Guerre mondiale, le château subit des destructions : d'abord, en 1940, les bombardements de la Luftwaffe détruisent la toiture ; puis le 6 août 1944, une bombe alliée réduit à néant la tourelle ouest. Celle-ci est reconstruite en deux étapes, :
- 1984 : reconstruction des deux niveaux inférieurs (architecte des Monuments historiques Guy Nicot). Elle a été menée en faisant du « faux ancien », au point de marquer le départ primitif du mur de l'enceinte sud par un arrachement vertical dont on n'avait aucune certitude ;
- 1997 : reconstruction des niveaux supérieurs (architecte des Monuments historiques Bruno Decaris). Elle a été menée sans restituer les ouvertures mais en intercalant entre les pierres de la partie haute de petites ouvertures carrées en plexiglas. Les passerelles de la façade sud-ouest furent enlevées à la suite du bombardement de 1944, laissant béantes des ouvertures tant sur la façade que sur le côté de la tourelle ; ces ouvertures ont été alors occultées provisoirement jusqu'à la campagne de restauration achevée en septembre 2019.

## Architecture
Le château est établi parallèlement au pont qu'il commandait, sur le côté nord-ouest, et non en travers. Il était constitué à l'origine d'un donjon de forme carrée flanqué de quatre tourelles cylindriques, avec un couronnement en terrasse crénelé, et d'une construction de forme carrée sur le flanc sud du donjon, face à la ville, ornée de deux tourelles en encorbellement côté Seine. Le tout était entouré de courtines et de douves.
L'édifice est de plan carré, avec des côtés d'une longueur de 10,50 m. Il est flanqué, dans ses angles, par quatre tourelles circulaires de 6,3 m de diamètre et de 14 m de hauteur. Les murs de ces tourelles sont d'une épaisseur allant de 1,10 m à 1,80 m. L'ensemble est bâti en appareil régulier de calcaire de Vernon,,.
L'édifice s'élève sur trois niveaux : le rez-de-chaussée, le premier étage et les combles avec leur chemin de ronde. Ces niveaux sont desservis par un escalier à vis situé dans l’angle sud, la cage débordant légèrement sur le volume intérieur des salles. 

### Le rez-de-chaussée

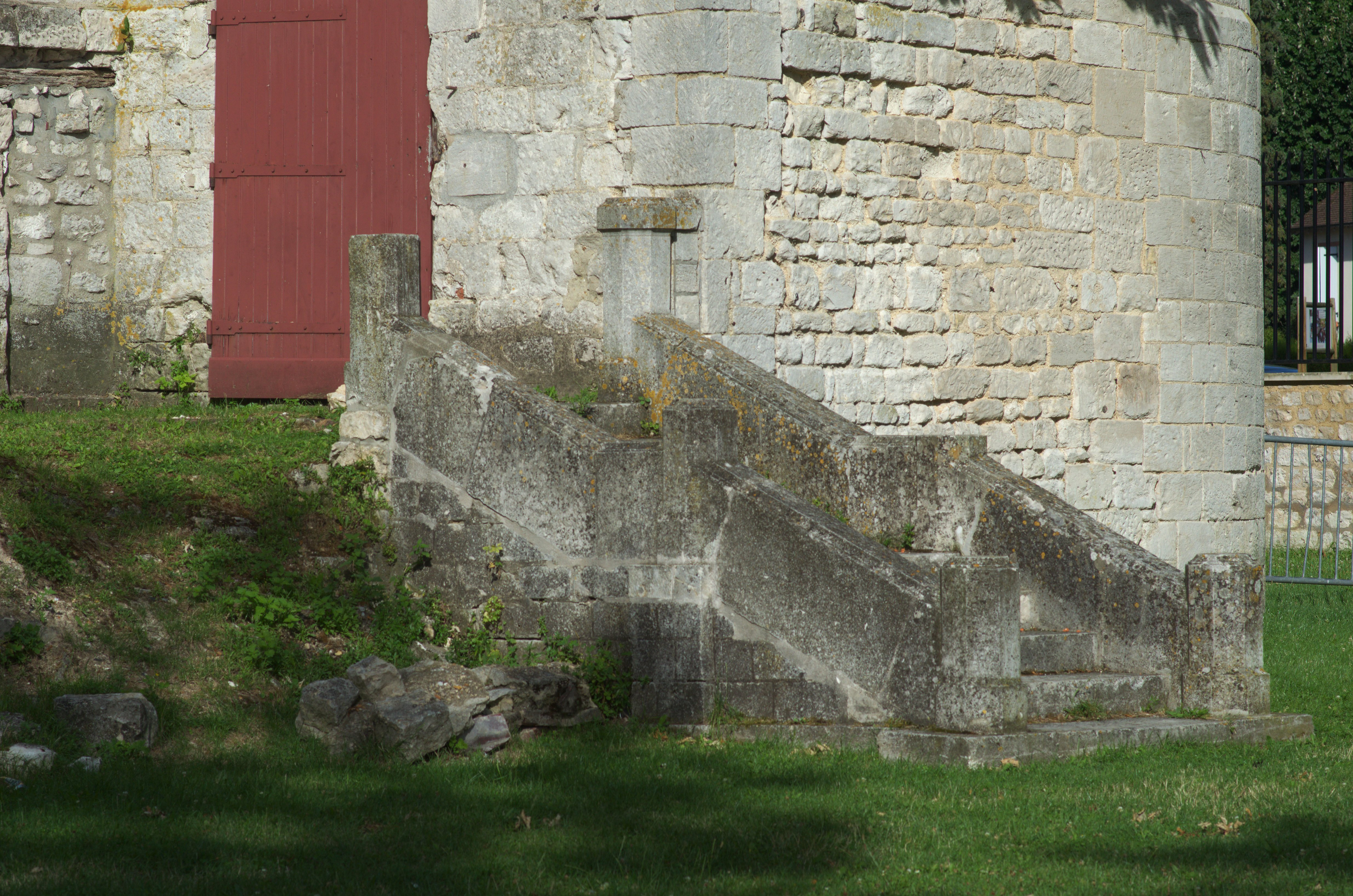
Escalier extérieur du château.

Le couloir menant autrefois à la tourelle sud permet également d'accéder à l’escalier à vis primitif. Celui-ci est couvert par une voûte en berceau hélicoïdal rampant et se trouve éclairé par des fentes de jour ébrasées, couvertes de voûtes en plein cintre se prolongeant jusqu’à l’extérieur. Au niveau du rez-de-chaussée, il donne sur un petit couloir d’accès qui pouvait être fermé par un vantail pour isoler la salle, prouvant que celle-ci pouvait servir de prison.
De là, le couloir perpendiculaire voûté de la tourelle sud, pourvu d’une archère, conduit à la salle du rez-de-chaussée. Celle-ci était couverte par un plancher dont subsistent sept solives courantes portant sur des corniches à deux assises en encorbellement. Devant la cheminée, il existait une trémie de 2,50 m, limitée par un chevêtre sur lequel portaient deux solives bâtardes.
La salle était éclairée primitivement par une grande fente de jour dans chaque face, ménagée au fond d’un haut et spacieux ébrasement voûté en arc brisé. Les ébrasements du nord-ouest et du sud-est sont conservés mais seule la fente de jour du nord, repercée au XVIIIe siècle, subsiste aujourd’hui.

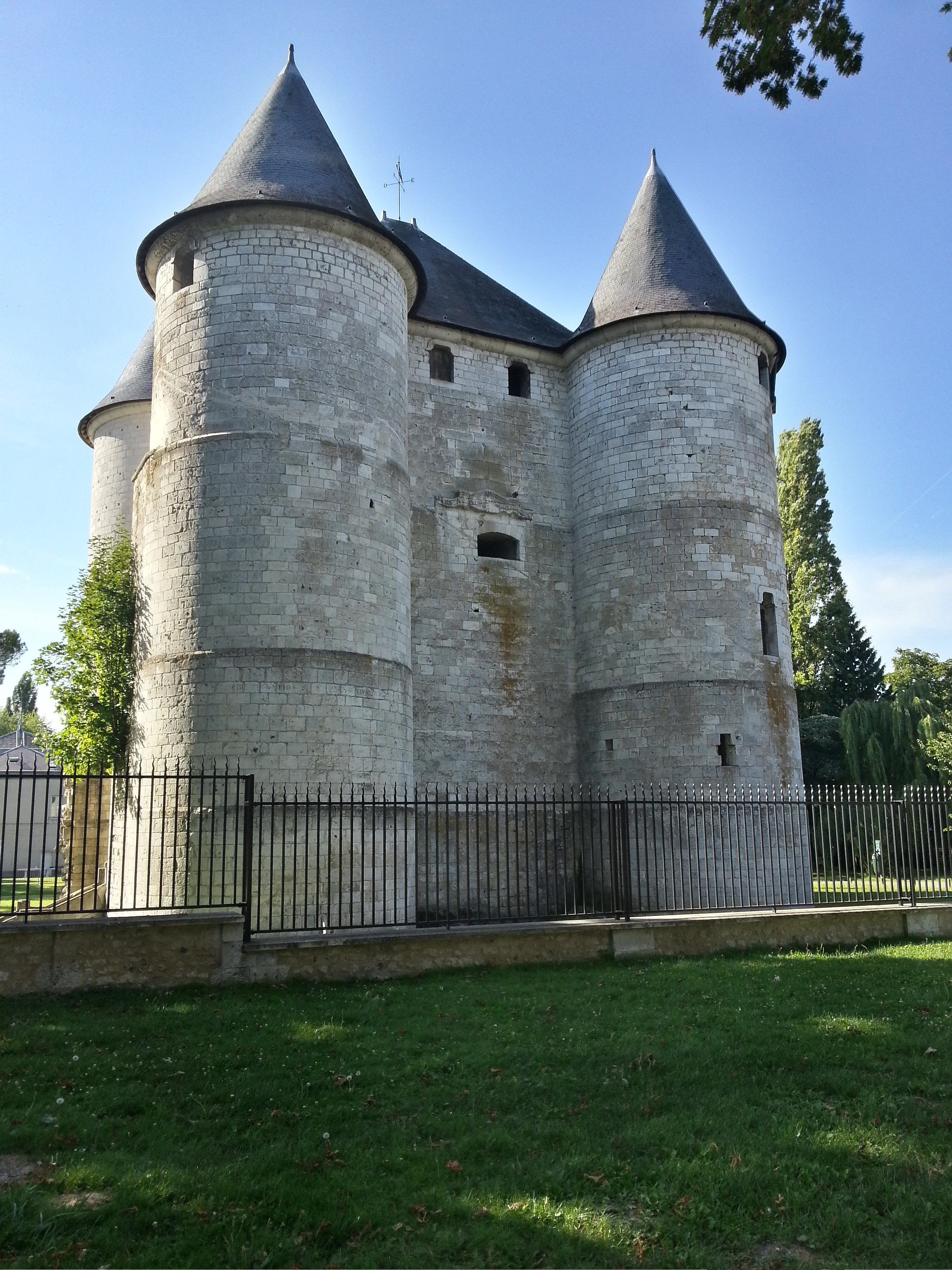
La façade sud-est.

Depuis la salle, l'accès aux tourelles se fait par des couloirs voûtés : comme aux niveaux supérieurs, celles du nord sont pourvues d’archères à ébrasement simple couvert en berceau, alors que celles du sud, aux murs plus minces, n’étaient percées que de quatre archères chacune. 
Enfin, il est intéressant de relever que le sol intérieur actuel, de niveau avec le sol extérieur nord, est plus haut d’environ 90 cm que le sol primitif. Réalisée certainement pour faire face aux crues de la Seine, cette élévation a eu pour conséquence de diminuer la hauteur des ouvertures, obligeant ainsi à se courber pour accéder au couloir de l’escalier à vis.

### Le premier étage
La porte primitive de la tour se trouvait probablement au premier étage, dans la face sud-ouest. Surmontée d'un tympan semi-circulaire plein, elle était installée dans un encadrement rectangulaire où venait s’encastrer le pont-levis. D'ailleurs, au-dessus de la porte à gauche, demeure visible une pierre qui semble marquer l'’issue de la goulotte dans laquelle coulissait la chaîne permettant de remonter ce pont-levis,.
Cette porte débouche dans la salle du premier étage, dite la « haute chambre ». Celle-ci forme un carré de 5,80 m de hauteur, surmonté d’une voûte sur croisée d'ogives montant à 8,20 m de hauteur avec une clé plate sculptée ornée de feuilles de vigne et de grappes de raisin ; les nervures retombent sur des culs-de-lampe sculptés de feuillages et de têtes humaines. Cette salle possédait, près de son mur nord-ouest, une grande cheminée monumentale dont il ne subsiste qu'une partie du contrecœur originel. À l'époque de la minoterie Planter, la salle a été subdivisée en deux sous-niveaux par un plancher intermédiaire.
L'éclairage était fourni par des fenêtres aménagées à l’intérieur d’étroites niches, hautes de 5,10 m et couvertes de voûtes en berceau brisé. Lors de la restauration de 1760-1765, les voûtes des niches ont été défoncées pour ménager des couvrements par des plates-bandes appareillées. Au XVIIIe siècle, une grande et haute fenêtre rectangulaire surmontée d’une fente de jour a été percée dans la niche nord-est, alors qu’au contraire, l’ouverture de la niche sud-est était remplacée soigneusement par une maçonnerie continue et un soupirail percé en haut de cette niche.
Dans les deux tourelles du côté nord, des couloirs voûtés d'arêtes et des petits escaliers permettaient d’accéder aux deux niveaux superposés d’entresol haut et bas ; seuls les entresols hauts étaient voûtés en coupole. Chacun de ces deux sous-niveaux était pourvu de cinq archères décalées d’un étage sur l’autre. L’intérieur des petites salles des tours a fait l’objet de remaniements considérables depuis 1760 jusqu'à l'abandon de la tour ; on distingue des aménagements liés à la transformation à usage d’habitation pour Lemoyne de Bellisle (amincissements de murs pour créer des surfaces planes, placards ou éviers dans les ébrasements d’archères).
Dans les deux tourelles du côté sud (vers la Seine), les dispositions étaient assez différentes même s'il est difficile de les restituer avec certitude. Ainsi, les murs des tourelles étaient nettement plus minces et les archères moins nombreuses. Dans la tour ouest, le premier étage était de niveau avec la salle et un couloir conduisait de la tourelle dans un réduit de latrines situé dans le mur sud-ouest, accessible au XXIe siècle par le couloir d’entrée : la fosse de ces latrines existe encore au rez-de-chaussée, aujourd'hui simple renfoncement latéral dans le couloir d’accès sud de la tour, repercé au XIXe siècle.

### Le sommet
L’escalier à vis amène directement au chemin de ronde dont le parapet a été entièrement reconstruit en 1760-1765. Cet étage consiste en une plate-forme établie sur l’extrados de la voûte du premier étage et encadrée par les quatre tourelles. Il était, dès l'origine, couvert d’une charpente. En 1377, celle-ci fut entièrement démontée, puis remontée afin de construire un hourdage défensif périphérique dont il ne reste, aujourd'hui, aucune trace. Ensuite, la chape de plâtre couvrant l’extrados de la voûte a été entièrement refaite.
Au XVIIe siècle, le hourdage ainsi que la charpente et la couverture avaient disparu. Les points de vue divergent sur l'architecture de cet étage à cette époque : Chastillon[réf. nécessaire] décrit un couronnement à mâchicoulis entourant un pavillon en retrait alors que Duviert[réf. nécessaire] parle d'un couronnement plat en terrasse, encadré d’un parapet haut percé de créneaux.

## Protection
Le château fait l’objet d’un classement au titre des monuments historiques depuis le 12 janvier 1945.
Par ailleurs, il est compris dans un  Site inscrit (1943).

## Culture
Le château des Tourelles servit de cadre au tournage du film Les grandes vacances avec Louis de Funès.

## Éclairage de l'édifice
Depuis le 9 décembre 2016, la mise en lumière architecturale du château  consiste en des effets de contre-plongée sur les tourelles et d’un éclairage de la végétation environnante. Le tableau est complété par un éclairage intérieur dans le pigeonnier et les ouvertures qui donne vie à cette mise en lumière.
Durant les périodes festives, des projecteurs d’effets apportent un complément d’animation par des projections d’éléments animés sur les tours.